# Rositz (gmina)
Rositz – miejscowość i gmina w Niemczech, w kraju związkowym Turyngia, w powiecie Altenburger Land, siedziba wspólnoty administracyjnej Rositz.